# ديسالوتوصاوروس

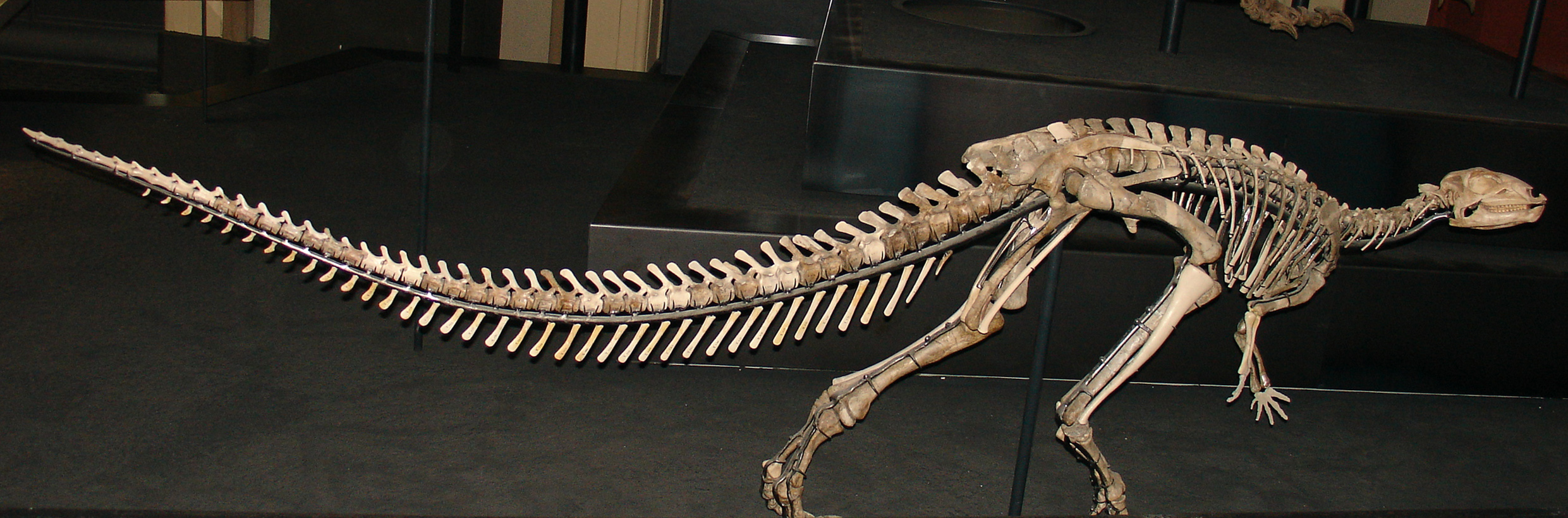
الديسالوتوصوروس في المتحف الطبيعي ببرلين.

الديسالوتوصاوروس أو الديسالتوصور في الجيولوجيا (بالإنجليزية: Dysalotosaurus)‏ هو أحد أنواع الديناصور التي عاشت على الأرض خلال عصر الجوراسي المتأخر منذ نحو 191إلى 145 مليون سنة. عثرَ العلماء على هياكل عظمية متحجرة له في عدة من نواحي في أفريقيا وعلى الأخص في تنزانيا. كان الديسالوتوصاوروس متوسط الحجم ويجري على رجليه، أما إذرعه فكانت مرفوعة تشبه شكل الكنغر، وكان إما آكلا للنباتات فقط أو كما يعتقد بعض العلماء يأكل النبات والحيوان.
اعتقد العلماء في الماضي أن الديسالوتوصوروس ينتمي إلى فصيلة دراسيوصور ولكن الدراسات الحديثة يبين أنه يشكل فصيلة مستقلة.

## الشكل العام
الأجزاء الأحفورية التي عثر عليها مختلفة عمر الحيوانات حيث تبين أجزاء الحيوان الصغير السن طولا للحيوان يبلغ 70 سنتيمتر، وهناك أجزاء تبين ان الحيوان الكبير يصل طول جسمه نحو 5 أمتار.
كما قام العالمان «توم هوبنار» و«أوليفر راوهوت» بدراسة تطور هذا الحيوان خلال عمره وتبين مرحلة الدراسة التي تمت عام 2010 أن الحيوان الصغير السن يتميز بفم قصير وفجوتين للعينين أكبر. كما تبين دراسة الأسنان أنها تتغير بتقدم العمر: فالحيوان الصغير السن له 10 أسنان في الفك الواحد بينما عددها في الحيوان كبير السن 13، كما أن الأسنان تزداد عرضا أثناء تقدم السن ويبدو الفك أكثر نسيابيا في الحيوان الصغير السن بحيث يوحي بأن هذا الحيوان كان يأكل النباتات والحيوان في سنه الصغير، ثم يصبح نباتيا عندما يتقدم في العمر. كذلك آكل للحيوان.

## احتمال إصابةبفيروس
تشير فحوص أجراها العالمان الألمانيان من متحف برلين للتاريخ الطبيعي على الأجزاء الأحفورية للديسالوتوصور الموجودة ببرلين في عام 2011 تبين وجود تضخم في أحد الفقرات، ويعزون ذلك إلى أن احتمال أصابة الحيوان بمرض «باجيت سيندروم» (Osteodystrophia deformans)، وهو مرض محتمل من الإصابة بنوع من الفيروسات. لو صح ذلك يكون هذا التشخيص هو أقدم إشارة إلى الإصابة بفيروسات عبر التاريخ.

## اقرأ أيضا
- ديناصور
- كيراتوصور
- دراسيوسورس